# Можжевельник обыкновенный
Можжеве́льник обыкнове́нный, или Ве́рес (лат. Juníperus commúnis) — вечнозелёные хвойные деревья, вид рода Можжевельник (Juniperus) семейства Кипарисовые (Cupressaceae).

## Распространение и экология
Растение встречается в умеренном климате Северного полушария (Европа, Азия, Северная Америка), произрастает также в Северной Африке и тропических районах Азии (Непал, Пакистан).
В России можжевельник обыкновенный распространён в лесной и лесостепной зонах европейской части, Западной и частично Восточной Сибири (до бассейна реки Лены).
Растёт на верещатниках, известняках, сухих холмах, по сухим горным склонам, берегам рек, в подлеске боров, реже редкостойных еловых, лиственных и смешанных лесов, сохраняясь и образуя заросли на месте сведённых лесов, реже на моховых болотах. На опушках и прогалинах образует чистые можжевёловые сообщества. Морозоустойчив. Может переносить затенение, но лучше развивается на открытых местах.
Растёт на различных почвах, чаще всего на сухих и бедных песчаных и подзолистых, которые при умеренной влажности для него наиболее благоприятны; встречается также на избыточно проточно-влажных, несколько заболоченных почвах.

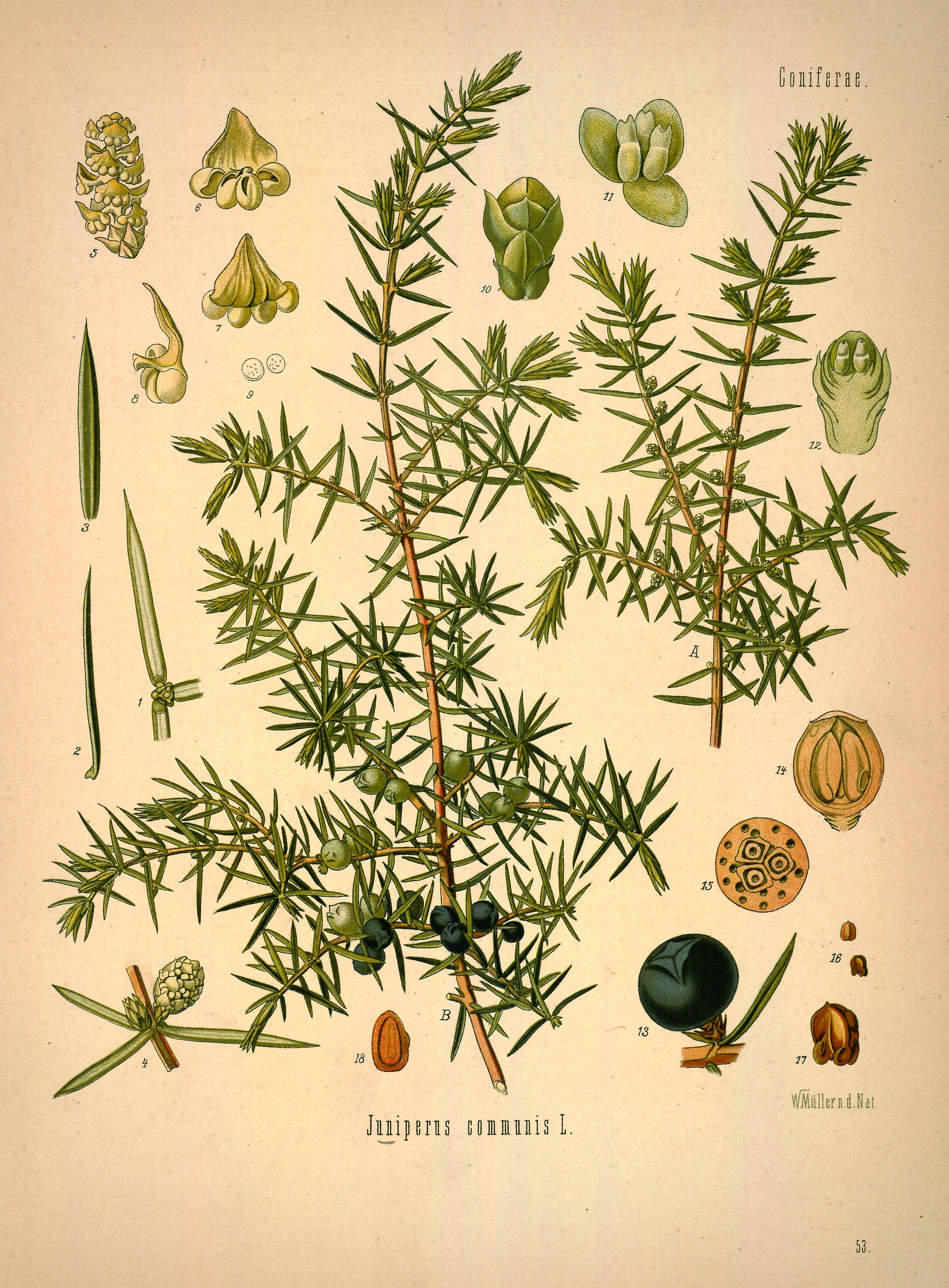

## Ботаническое описание
Вечнозелёный кустарник высотой 1—3 м, реже дерево высотой 8—12 м. Крона конусовидная или яйцевидная, у мужских особей более узкая, у женских — более или менее восходящая или простёртая, иногда со свисающими на конце ветвями.
Кора тёмно-серая или серовато-бурая, продольно шелушащаяся. Побеги красновато-бурые.
Листья длиной 1—1,5 см, шириной 0,7—7,5 мм, сидячие, жёсткие, линейно-шиловидные или шиловидно-заострённые, колючие, почти трёхгранные, плотные, сверху неглубоко-желобчатые, с одной нераздельной или иногда до середины разделённой беловатой устьичной полоской вдоль средней жилки, снизу блестяще-зелёные с тупым килем. Листья расположены кольцеобразно, по три в каждом кольце, сохраняются на побегах до четырёх лет.
Однодомные или чаще двудомные растения. Мужские шишки (микростробилы) почти сидячие, желтоватые. Женские шишки — шишкоягоды многочисленные, диаметром 5—9 мм, продолговато-яйцевидные или шаровидные, бледно-зелёные, зрелые — чёрно-синие с голубым восковым налётом или без него, созревающие на второй или третий год осенью, состоят из трёх или шести чешуй, сидят на очень коротких ножках. В шишке три (иногда одно — два) трёхгранных семени, удлинённо-яйцевидных или яйцевидно-конических, жёлто-бурых. Пылит в апреле — мае (в Сибири — в мае — июне). Первое семяношение на открытых местах в пять — десять лет. Обильные урожаи через три — пять лет (в эти годы урожайность шишкоягод — свыше 50 кг/га).
Размножается преимущественно семенами. Предельный возраст — 1647 лет.

## Химический состав
Шишкоягоды содержат сахара (до 42 %), красящие вещества, органические кислоты (муравьиная, уксусная, яблочная), смолы (9,5 %), эфирное масло (до 2 %), в состав которого входят терпены камфен, кадинен, терпинеол, пинен, борнеол, а также микроэлементы (марганец, железо, медь, алюминий); в хвое до 0,27 % аскорбиновой кислоты. В корнях найдены эфирные масла, смолы, сапонины, дубильные и красящие вещества.
Растение обладает токсическими свойствами, поэтому не следует допускать передозировки.

## Древесина

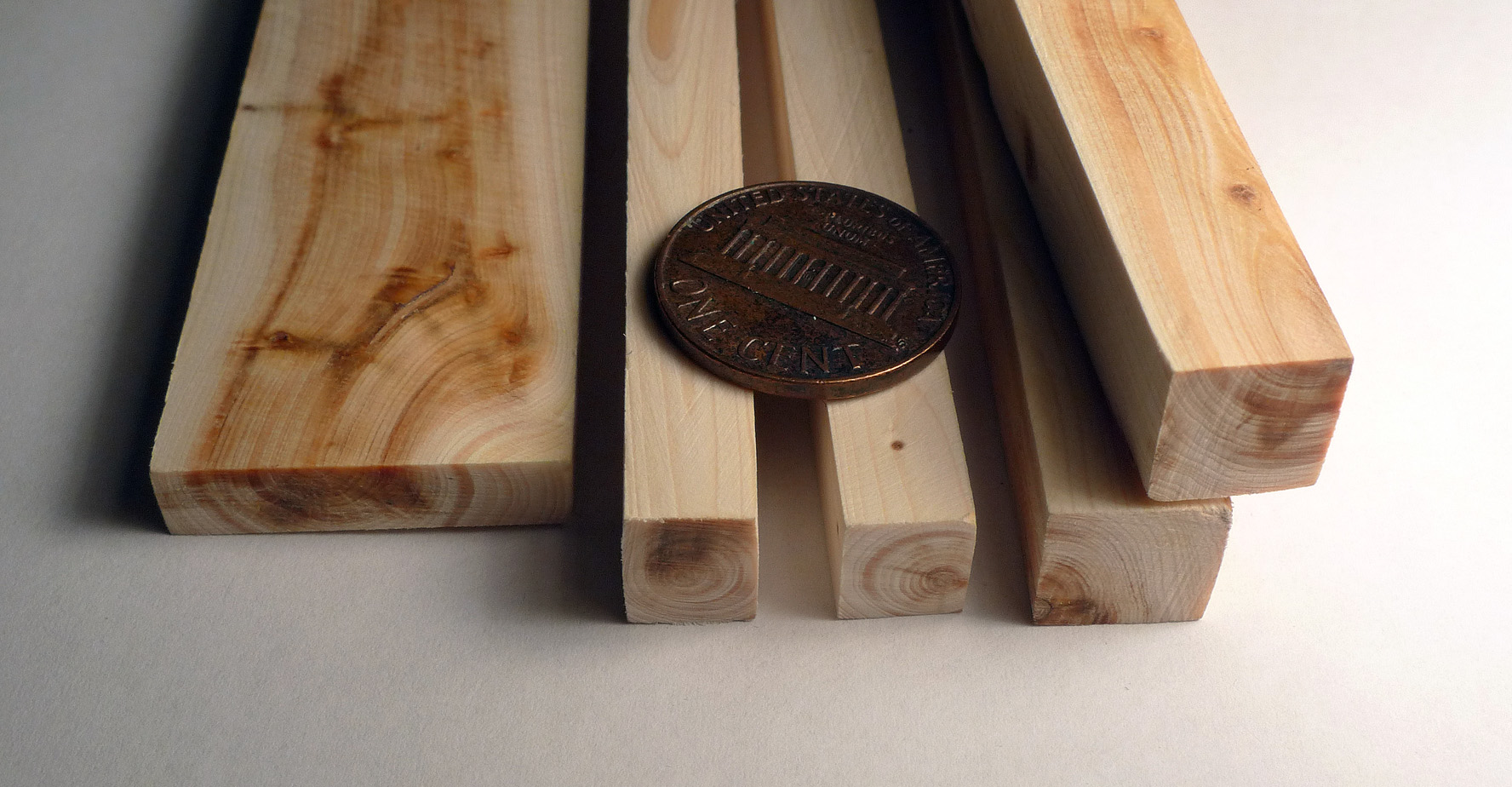
Древесина можжевельника обыкновенного с монетой пенни в США для масштаба

Древесина ядровая. Заболонь узкая, белая с узкими годичными слоями. Ядро серовато-коричневое с матовым блеском. Годичные слои узкие, извилистые, хорошо заметные на всех разрезах. Ранняя часть годичного слоя резко переходит к поздней, которая слабо развита. Смоляных ходов нет. Древесина можжевельника обыкновенно имеет высокие механические свойства.
| Влажность (в %) | Объёмный вес | Сопротивление сжатию (в кг/см²) | Твёрдость в торцевом направлении (в кг/см²) |
| --------------- | ------------ | ------------------------------- | ------------------------------------------- |
| 15              | 0,57         | 395                             | 459                                         |

## Значение и применение

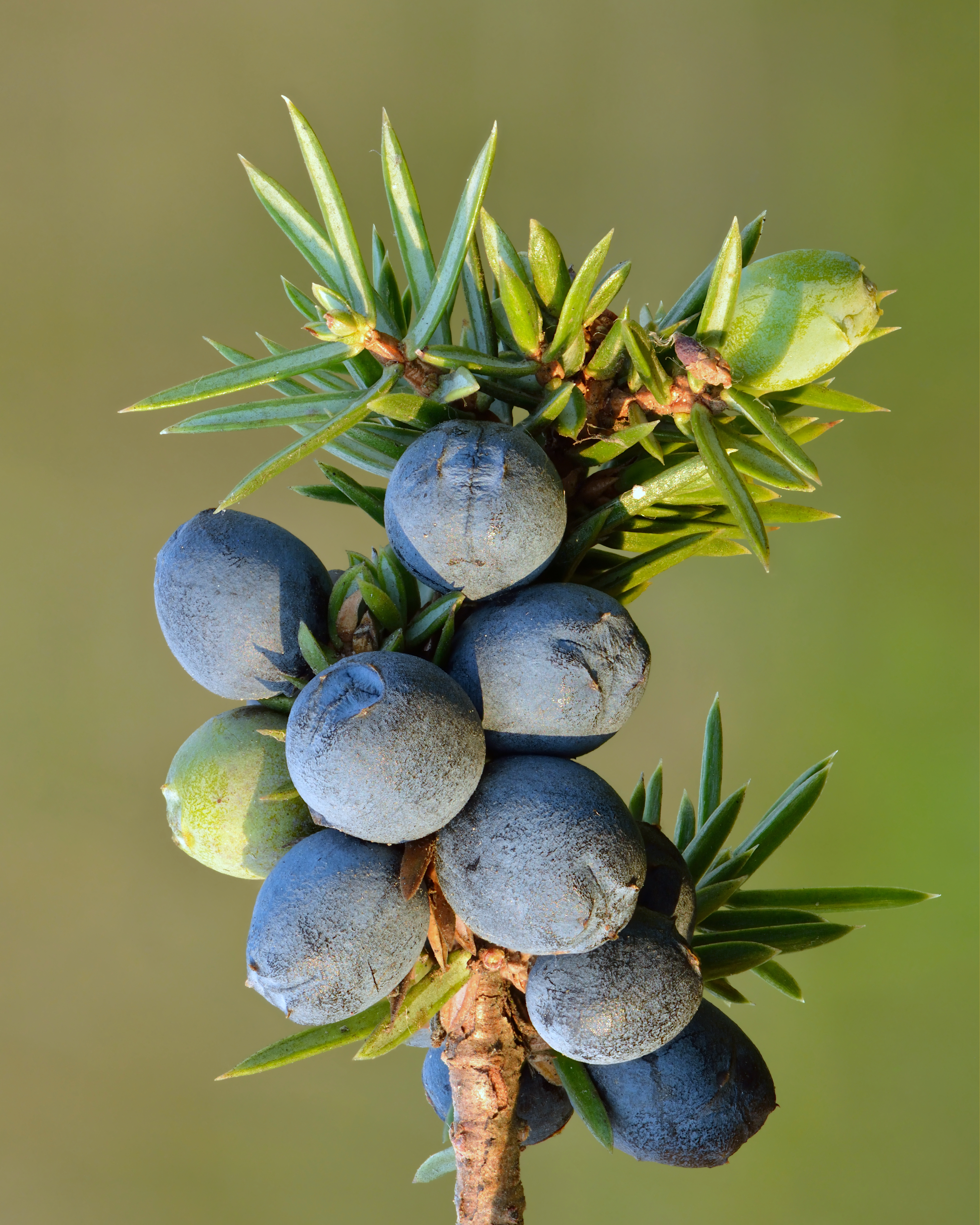
Шишкоягоды можжевельника

Один из излюбленных зимних кормов европейского лося (Alces alces). В районах обильного произрастания играет важную роль в зимнем питании. В местах, где растение имеет вид низкорослого кустарника сильно повреждается лосями в первой половине зимы, а с увеличением снежного покрова постепенно выпадает из состава кормов. В районах, где образует обильный подлесок и представлен деревьями около 3 м поедается на протяжении всей зимы.
Растение применяют как декоративное садово-парковое растение и в полезащитном лесоразведении для закрепления почвы.
Древесина красноватая с приятным запахом, ввиду малого размера дерева древесина промышленного значения не имеет. Мелкослойная и плотная, она применяется для токарных работ, резьбы, изготовления игрушек и тростей. Из древесины можно получать коричневую и красную краски. Запас древесины до 10 м³/га.
Сухая перегонка древесины даёт пригорелое масло можжевельника (лат. Oleum cadinum), употребляемое как наружное отвлекающее средство.
Смола даёт сандарак и служит для изготовления белого лака.
Шишкоягоды окрашивают ткани в жёлтый и жёлто-зелёный цвета.

### Применение в кулинарии
Шишкоягоды содержат большое количество сахара, эфирное масло, органические кислоты, смолы; используются в ликёро-водочной промышленности, пивоварении, для производства можжевёловой водки (боровички) и джина.
Они входят в состав многих смесей пряностей. В первую очередь можжевельник употребляют при всех способах приготовления дичи, тёмных соусов, изделий из мяса, главным образом жирной свинины и баранины. Улучшает он и аромат савойской, краснокочанной капусты и свёклы. Хвою и шишкоягоды используют для копчения мясных и рыбных продуктов. Шишкоягоды как пряность используют при изготовлении морса, конфет, пряников.

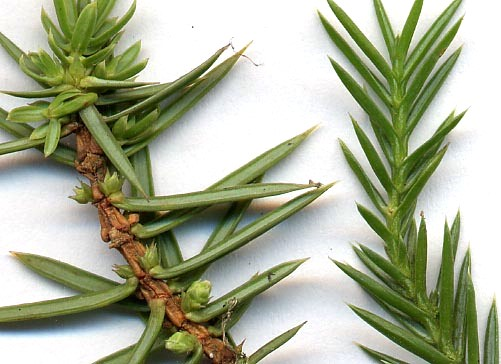
Побеги с листьями

Из зрелых плодов можжевельника варят пиво, добывают сахар (можжевёловый), делают вино.

### Применение в медицине
Можжевельник обладает сильными фитонцидными свойствами. Индейцы Северной Америки для лечения туберкулёза кожи, костей и суставов помещали больных в заросли этого растения, где воздух насыщен летучими выделениями.
В качестве лекарственного сырья используют плод можжевельника обыкновенного (лат. Fructus Juniperi communis, Baccae Juniperi), который собирают осенью и сушат при температуре до 30 °С или под навесами. Собирая ягоды, встряхивают куст или постукивают палкой по ветвям. Зрелые ягоды легко опадают на подостланную под куст рогожу или холст. Сушить следует только зрелые ягоды буровато- или фиолетово-чёрного цвета, блестящие, иногда с голубоватым налётом. Недозрелые ягоды, плодоножки должны быть удалены. Кондиционные сушёные ягоды должны быть чёрно-бурого или фиолетового цвета, иногда с голубым восковым налётом, со сладковато-пряным вкусом, при растирании — с ароматическим смолистым запахом, влажностью не выше 20 %.
Из полученного из незрелых шишкоягод можжевёлового эфирного масла делают иммерсионное масло для микроскопических исследований и освежающие эссенции. Из древесины путём сухой перегонки получают так называемое пригорелое можжевёловое терпентинное масло («можжевёловый дёготь»), рекомендуемое как наружное болеутоляющее и отвлекающее средство.
В медицине употребляют шишкоягоды как мочегонное, дезинфицирующее мочевыводящие пути, отхаркивающее, желчегонное и улучшающее пищеварение средство, при поносах, метеоризме. Плоды входят в состав мочегонных сборов. Эфирное масло из хвои обладает сильными дезинфицирующими свойствами, им лечат трихомонадный кольпит.
В народной медицине их использовали внутрь при отёках, малярии, заболеваниях почек, цистите, при белях, подагре, ревматизме, в составе смесей при метаболическом полиартрите; наружно — как отвлекающее и болеутоляющее средство для полосканий при воспалении дёсен, при мокнущем лишае, чесотке. Корни употребляли при туберкулёзе, бронхите, язвенной болезни желудка, кожных болезнях; отвар веток — при аллергии.
Применение шишкоягод противопоказано при воспалении почек, так как оно может вызвать появление крови в моче, серьёзные отравления и усиление воспалительного процесса.

### Значение растения в культуре
У карел, вепсов, ижоры и русских (Архангельская и Тверская область) древесина, ветви и дым можжевельника обыкновенного и в XXI веке считаются священными и связанными с миром мёртвых, как оберег. В прошлом ветви можжевельника разбрасывали по дороге на кладбище, чтобы в течение 40 дней душа покойного могла найти дорогу домой. Во многих местах можжевельник считается оберегом от нечистой силы для людей и скота.

## Таксономия
Juniperus communis L., Species Plantarum 2: 1040. 1753.

### Классификация
Вид Можжевельник обыкновенный входит в род Можжевельник (Juniperus) семейства Кипарисовые (Cupressaceae) порядка Сосновые (Pinales).
|  |                    |  |                                          |                                          |                       |  | ещё 6 семейств | ещё 6 семейств |                               |  |  |  | ещё от 50 до 67 видов |
|  |                    |  |                                          |                                          |                       |  | ещё 6 семейств | ещё 6 семейств |                               |  |  |  | ещё от 50 до 67 видов |
|  |                    |  |                                          | порядок Сосновые                         |                       |  |                |                | род Можжевельник              |  |  |  |                       |
|  |                    |  |                                          | порядок Сосновые                         |                       |  |                |                | род Можжевельник              |  |  |  |                       |
|  | отдел Голосеменные |  |                                          |                                          | семейство Кипарисовые |  |                |                | вид Можжевельник обыкновенный |  |  |  |                       |
|  | отдел Голосеменные |  |                                          |                                          | семейство Кипарисовые |  |                |                |                               |  |  |  |                       |
|  |                    |  | ещё 13—14 порядков голосеменных растений | ещё 13—14 порядков голосеменных растений |                       |  |                | ещё 10 родов   | ещё 10 родов                  |  |  |  |                       |
|  |                    |  |                                          | ещё 13—14 порядков голосеменных растений |                       |  |                |                | ещё 10 родов                  |  |  |  |                       |

### Синонимы
По данным The Plant List:
- Juniperus albanica Pénzes
- Juniperus argaea Balansa ex Parl.
- Juniperus borealis Salisb.
- Juniperus caucasica Fisch. ex Gordon
- Juniperus communis var. arborescens Gaudin
- Juniperus communis var. brevifolia Sanio
- Juniperus communis subsp. brevifolia (Sanio) Pénzes
- Juniperus communis f. crispa Browicz & Ziel.
- Juniperus communis subsp. cupressiformis Vict. & Sennen ex Pénzes
- Juniperus communis var. erecta Pursh
- Juniperus communis var. fastigiata Parl.
- Juniperus communis var. hemisphaerica (J. Presl & C. Presl) Parl.
- Juniperus communis subsp. hemisphaerica (J. Presl & C. Presl) Nyman
- Juniperus communis var. hispanica Endl.
- Juniperus communis var. montana Neilr.
- Juniperus communis var. oblonga Loudon
- Juniperus communis var. oblonga-pendula Loudon
- Juniperus communis f. oblonga-pendula (Loudon) Beissn.
- Juniperus communis subsp. pannonica Pénzes
- Juniperus communis var. pendula Carrière
- Juniperus communis var. pendula-aurea Sénécl.
- Juniperus communis f. pendulina Kuphaldt
- Juniperus communis f. pungens Velen.
- Juniperus communis var. stricta Endl.
- Juniperus communis var. suecica (Mill.) Aiton
- Juniperus compressa Carrière
- Juniperus cracovia K. Koch
- Juniperus dealbata Loudon
- Juniperus depressa Stevels
- Juniperus difformis Gilib.
- Juniperus echinoformis Rinz ex Bolse
- Juniperus elliptica K. Koch
- Juniperus fastigiata Knight
- Juniperus hemisphaerica C. Presl
- Juniperus hibernica Lodd. ex Loudon
- Juniperus hispanica Booth ex Endl.
- Juniperus interrupta H.L. Wendl. ex Endl.
- Juniperus kanitzii Csató
- Juniperus microphylla Antoine
- Juniperus niemannii E.L. Wolf
- Juniperus oblongopendula Loudon ex Beissn.
- Juniperus occidentalis Carrière
- Juniperus oxycedrus subsp. hemisphaerica (J. Presl & C. Presl) E. Schmid
- Juniperus reflexa Gordon
- Juniperus saxatilis Lindl. & Gordon
- Juniperus suecica Mill.
- Juniperus taurica Lindl. & Gordon
- Juniperus uralensis Beissn.
- Juniperus vulgaris Bubani
- Juniperus withmanniana Carrière
- Sabina dealbata (Loudon) Antoine
- Thuiaecarpus juniperinus Trautv.

### Представители
Подвиды и разновидности
Можжевельник обыкновенный из-за своего обширного ареала и разнообразия экологических условий, в которых он произрастает, весьма изменчив. Описан ряд более или менее отличающихся от типа подвидов, разновидностей и форм:
- Juniperus communis subsp. communis
  - Juniperus communis subsp. communis var. communis — Европа, большая часть Северной Азии
  - Juniperus communis subsp. communis var. depressa Pursh — Канада, восточная часть Северной Америки. Форма широкоплоская, стелющаяся, сучья приподнятые. Старые растения достигают высоты 1 метр. Иголки короче и шире, чем у Juniperus communis subsp. communis var. canadensis[19]. 
Синонимы: (=Juniperus canadensis Lodd. ex Burgsd.; =Juniperus canadensis Lodd. ex Burgsd. 1787, non Lodd. ex Loudon 1838]; =Juniperus communis 'Depressa Aurea'; =Juniperus communis 'Depressa Star'; =Juniperus communis 'Prostrata'; =Juniperus communis subsp. depressa (Pursh) Franco 1962, non (Pursh) A.E. Murray 1982; =Juniperus communis subsp. intermedia (Schur) K. Richt.; =Juniperus communis subsp. nana sensu Hultén 1968; =Juniperus communis var. aureospica Rehder; =Juniperus communis var. canadensis (Lodd. ex Burgsd.) Loudon; =Juniperus communis var. depressa 'Aurea'; =Juniperus communis var. depressa-aurea Hornibr.; =Juniperus communis var. intermedia (Schur) Sanio; =Juniperus communis var. montana sensu Fernald 1933; =Juniperus depressa (Pursh) Raf.; =Juniperus depressa Raf. ex McMurtrie 1819, nom. illeg.; =Juniperus intermedia Schur; =Juniperus multiova Goodwyn[20].
  - Juniperus communis subsp. communis var. hemisphaerica (J. Presl & C. Presl) Parl. — Горы Средиземноморья
  - Juniperus communis subsp. communis var. nipponica (Maxim.) E.H. Wilson — Япония
- Juniperus communis subsp. alpina (Suter) Čelak.
  - Juniperus communis subsp. alpina var. alpina — Гренландия, Европа и Азия
  - Juniperus communis subsp. alpina var. megistocarpa Fernald & H.St. John — Восточная Канада
  - Juniperus communis subsp. alpina var. jackii Rehder — Запад Северной Америки
- Juniperus communis subsp. hemisphaerica (J. et. С. Presl) Nym. (Можжевельник обыкновенный, полушаровидный). Растения обнаружены в 1949 г. в Эльбрусском районе Кабардино-Балкарской АССР, в ущелье Адыр-Су на высоте 2700 метров над уровнем моря. Размер более чем 26-летнего растения — 1,5 м[21].
- Juniperus communis var. montana — стелющаяся вариация, высотой до 20 см. Ветви короткие, толстые, трёхгранные, часто загнутые, расстояние между мутовками 1—3 мм. Иголки линейно-ланцетные, 4—8×1—2 мм, часто загнутые, иногда неожиданно заострённые, сверху сильно вогнутые, белые; снизу круглые, блестящие, тёмно-зелёные. Плод яйцевидный или почти закруглённый. Синонимы: J. communis nana, J. communis var. saxatilis, J. nana. Альпийские районы Европы, Северной Азии, Северной Америки, часто встречается на болотах[19].

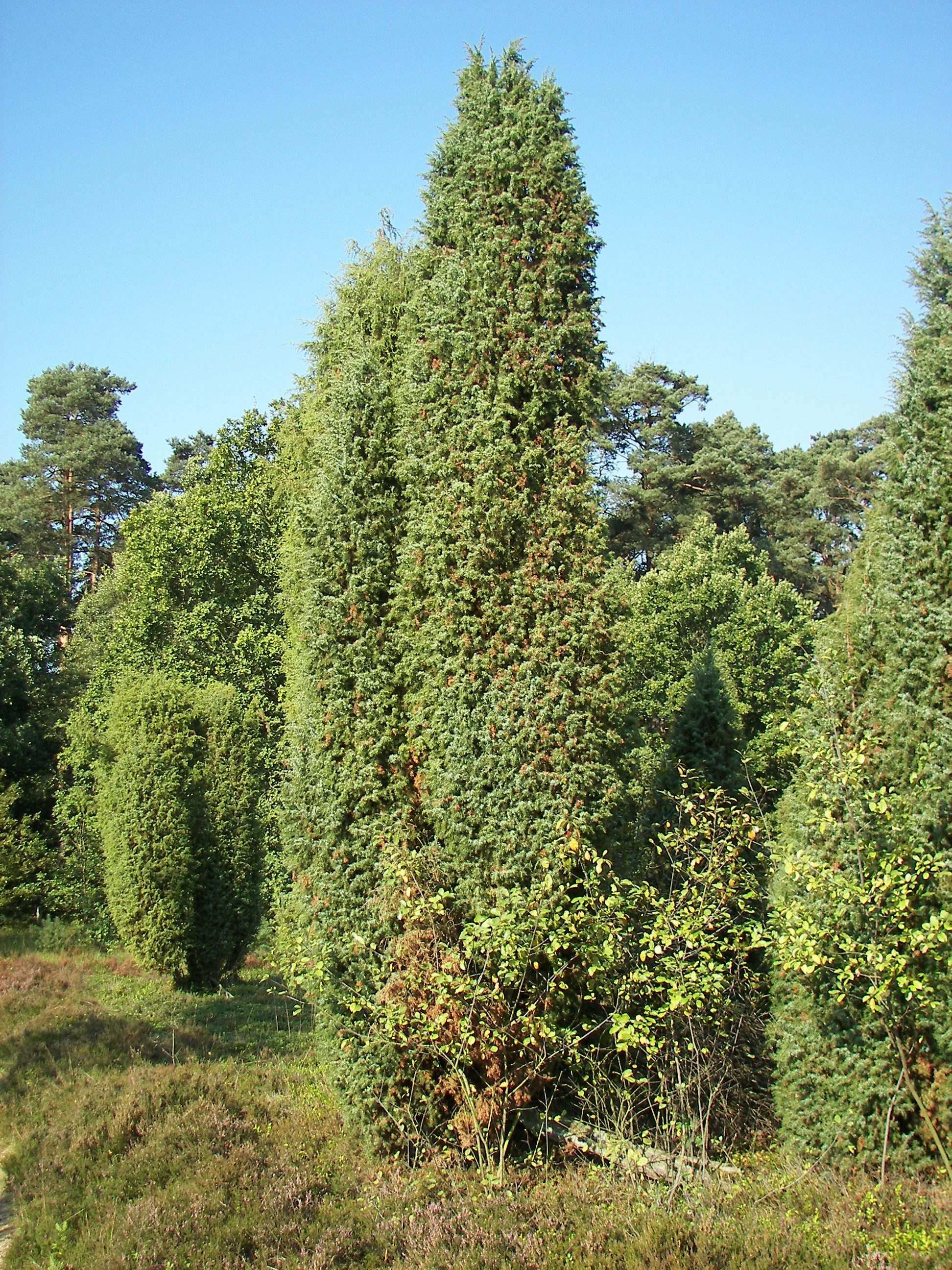
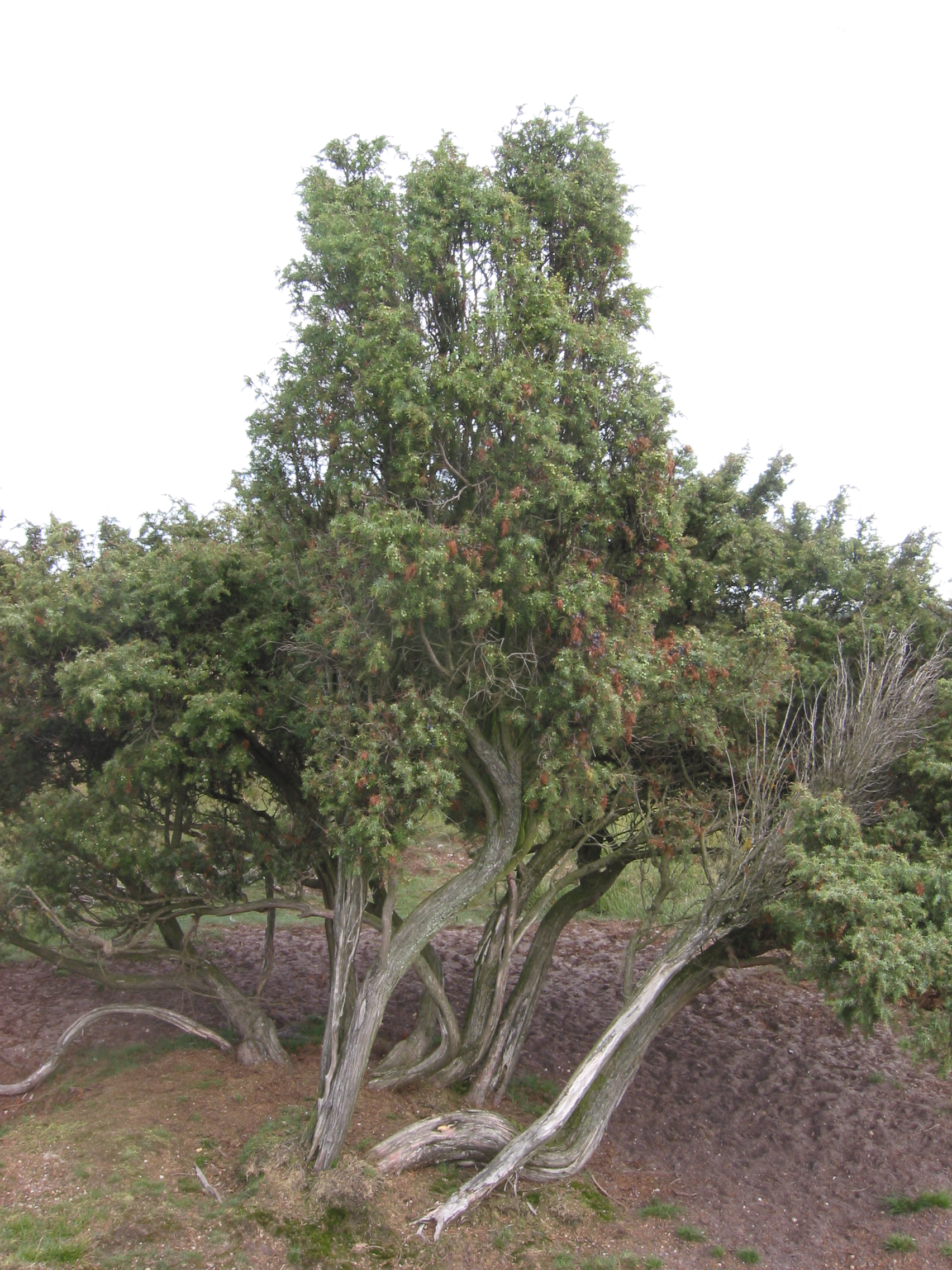
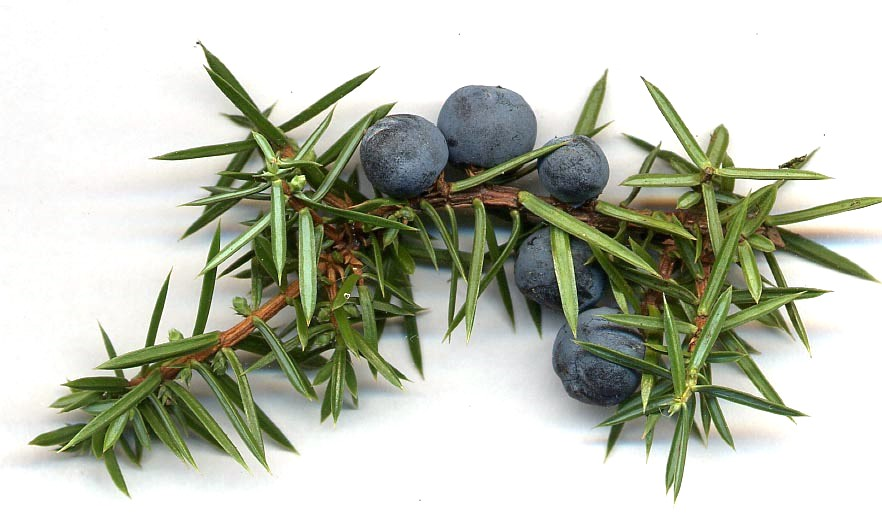
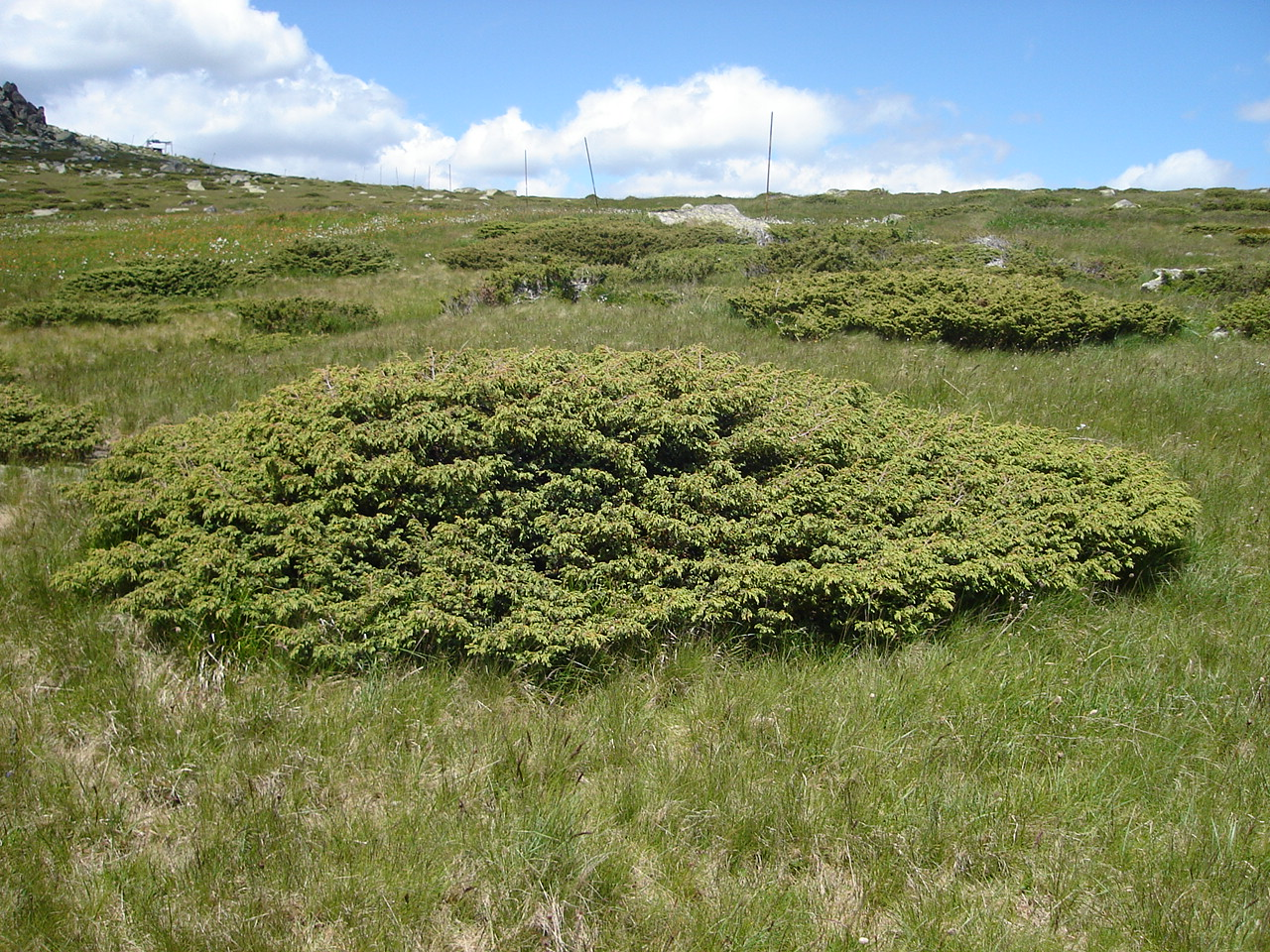